# 路易斯機械與工具公司
41°39′40″N 90°33′48″W / 41.661003°N 90.563357°W
- 關於紐約證交所股票代號為LMT的公司，請見「洛克希德·马丁」。
- 關於英語縮寫為LMT的望遠鏡，請見「大型毫米波望遠鏡」。

路易斯機械與工具公司（英語：Lewis Machine & Tools Company，簡稱LMT）是一家位於美國愛荷華州埃爾德里奇的輕兵器及抑制器生產商。LMT的產品被美國、英國、紐西蘭、愛沙尼亞等國家的軍隊使用。由於2010年代起LMT獲得越來越多的國防訂單，因此在2016起開始同時使用LMT防務（英語：LMT Defense）為公司名稱。
LMT是美國少數仍一手包辦全部生產工序，不依賴承包商的生產商，LMT現時擁有鍛造廠，以及CNC銑床、五軸銑床等設備，機匣、槍管、零配件等皆為自行生產，而在引進線切割技術後扳機系統亦改為自行生產。另外LMT在埃爾德里奇的新廠區設有100碼射擊管，所有槍管皆會進行試射以保證精度。

## 歷史
1976年，Karl Lewis在開始在傑納西奧的春田兵工廠工作，並因此學習了多種加工機具的操作方式。在得到上司的許可下，Karl Lewis在週末利用公司的機具製作各種零部件。後來，在市場上除役槍械的需求下，Karl Lewis開始生產槍機座，並離開了春田兵工廠。
1980年，Karl Lewis在伊利諾州米蘭租用一家汽車店的角落成立了LMT，公司目標為向美國軍警提供精密加工的高品質武器。
2005年，LMT成為聯邦總務署供應商，其產品可供應予全球超過30萬的聯邦人員。
2009年，英軍與其他國家的軍隊一樣在阿富汗遇上5.56 NATO步槍威力及射程不足的問題。因此在12月，英國國防部初步編列150萬英鎊作緊急作戰需求合約（英語：Urgent Operational Requirements）的預算，以尋找一款7.62 NATO口徑，在500-800公尺能有效殺傷的步槍。LMT的LM308MWS在英軍的測試中擊敗了黑克勒-科赫的HK417、FN的SCAR-H、Sabre Defence的XR-10、以及奈特軍械和Oberland Arms的產品，被採用為L129A1，並透過執法國際（英語：Law Enforcement International）進口至英國。
在獲得英國國防部合約的不久後，LMT獲得了來自丹麥的榴彈發射器合約。LMT因此推出了導軌安裝型的M203。
2012年，英國交通警察局開始使用10.5英吋槍管的CQB Defender作為警員制式步槍。
2015年8月，紐西蘭國防軍宣佈LMT的CQB MRP獲選為新的制式步槍，並共採購了9,040把步槍，合約總值5,900萬紐西蘭元。後來此批步槍出現撞針斷裂等問題，LMT在保固下免費為紐西蘭國防軍的全數步槍更換成「品質標準比美國軍方標準更高」的新撞針。
2018年12月，LMT的MARS-L／MARS-H在愛沙尼亞國防軍的測試中擊敗了黑克勒-科赫的HK416 A5／HK417 A2及SIG Sauer的MCX／SIG716G2 DMR，成為愛沙尼亞國防軍新的制式步槍。愛沙尼亞國防軍將採購16,000把步槍，合約總值2,200萬歐元。
由於來自愛沙尼亞的大額合約，LMT在2018年11月開始在埃爾德里奇興建新的設施，並在2019年5月正式自米蘭遷至埃爾德里奇。LMT指舊址的128個職位全數移至新址，並希望在當地創造50個新職位。
由於愛沙尼亞的要求，LMT為其研發了新的歐洲式扳機系統，不論擊鎚狀態皆可將射擊選擇桿調至保險，並基於此推出了一系列新扳機。另外也與Visible Assets合作推出了位於握把內的射擊計數器，並可由軍械士以手持掃瞄器掃瞄射擊計數器，由系統自動判斷該槍的狀態。
2020年10月，LMT獲得美國陸軍的合約，以17,031,520美元的價格向陸軍提供M203／M203A2榴彈發射器，合約預計2025年9月18日完成。
在美國陸軍次世代班用武器（英語：Next Generation Squad Weapons）計劃中，LMT選擇了與Textron合作，並為其NGSW研發了LXS68NGSW抑制器。

## 產品特點
LMT其中一系列最著名的產品是其一體式AR-15及SR-25上機匣。此系列的特點為護木跟上機匣皆自同一7075 T6鋁鍛造件加工而成，因此頂部的導軌為一連續結構，在安裝瞄準鏡、夜視鏡等時無需擔心護木跟上機匣間存有公差而歸零不準。槍管以LMT專利的雙螺銷系統安裝，可以快速更換槍管以更換口徑、槍管長度，以及在直噴式氣動及短行程活塞間轉換。LMT指重新裝上曾經歸零的槍管時誤差應小於1 MOA。
由於LMT持有一體式上機匣的專利，因此柯爾特及加拿大柯爾特分別推出其一體式上機匣時亦需向LMT申請及支付專利權費。而同樣曾生產一體式上機匣的Mega Arms則因不願在法律程序耗費資源而決定轉而發展新的平臺。

## 產品

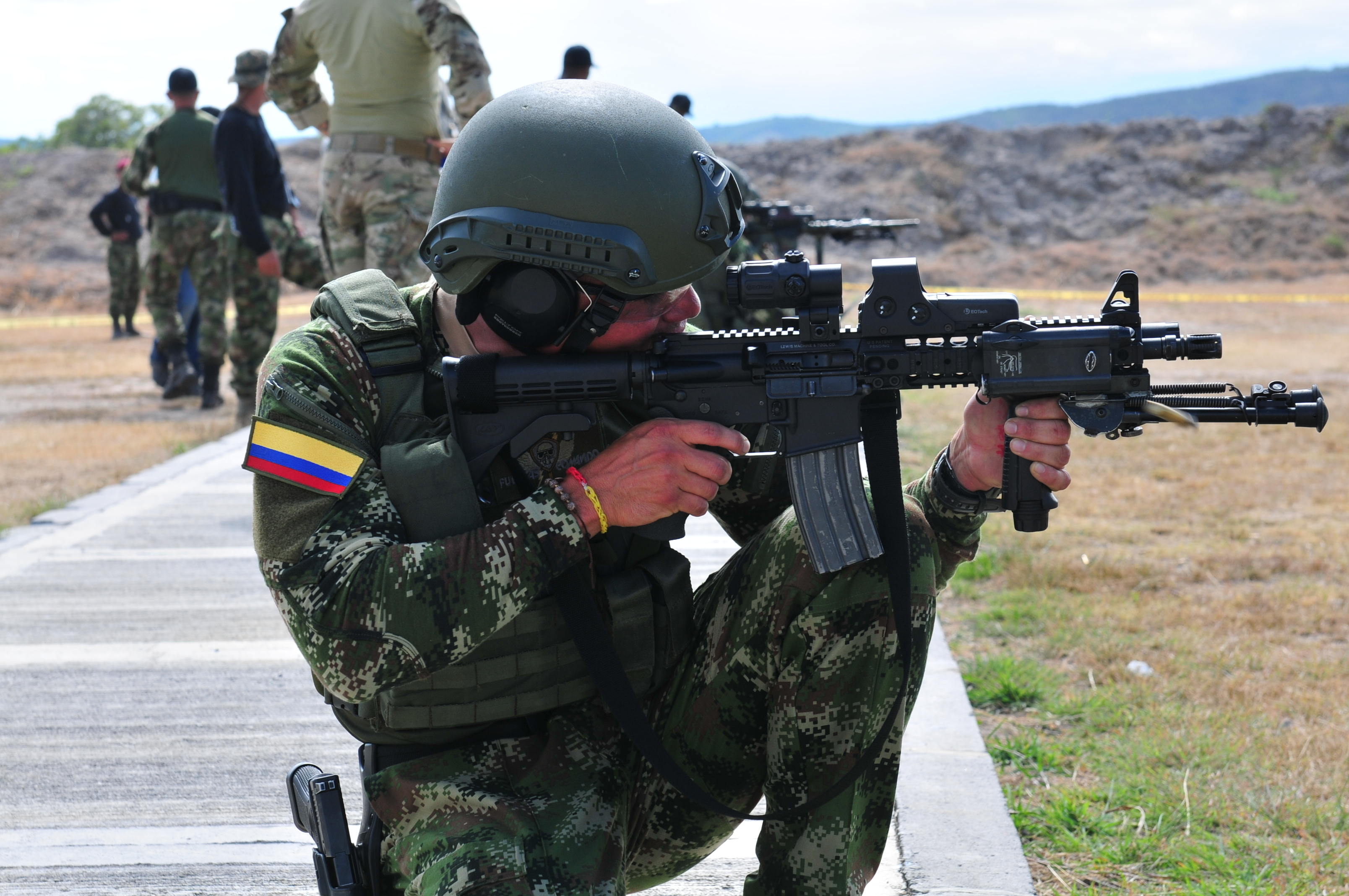
使用MRP的哥倫比亞特種部隊隊員

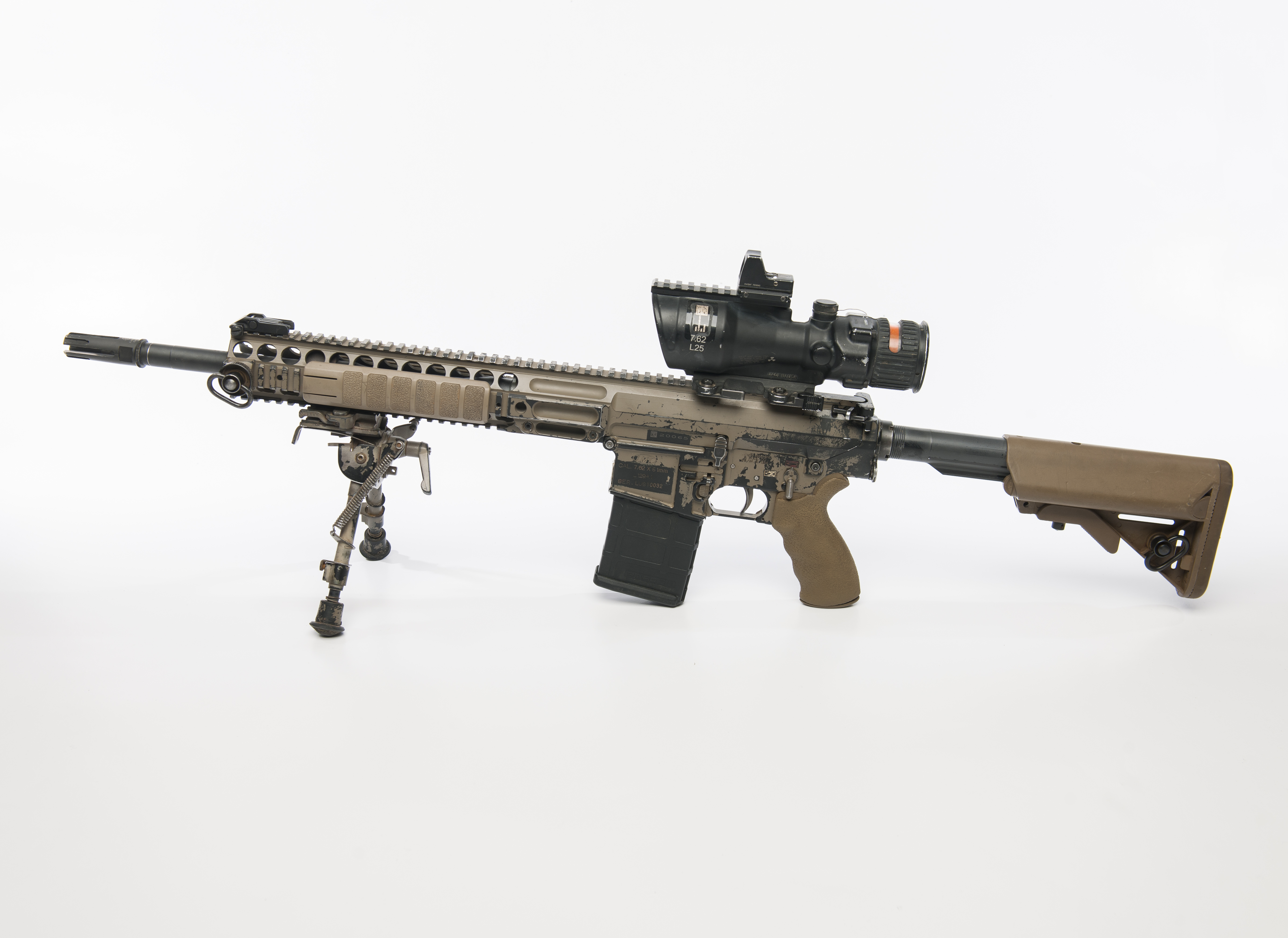
英軍採用為精確射手步槍的CQBMWS，命名為L129A1

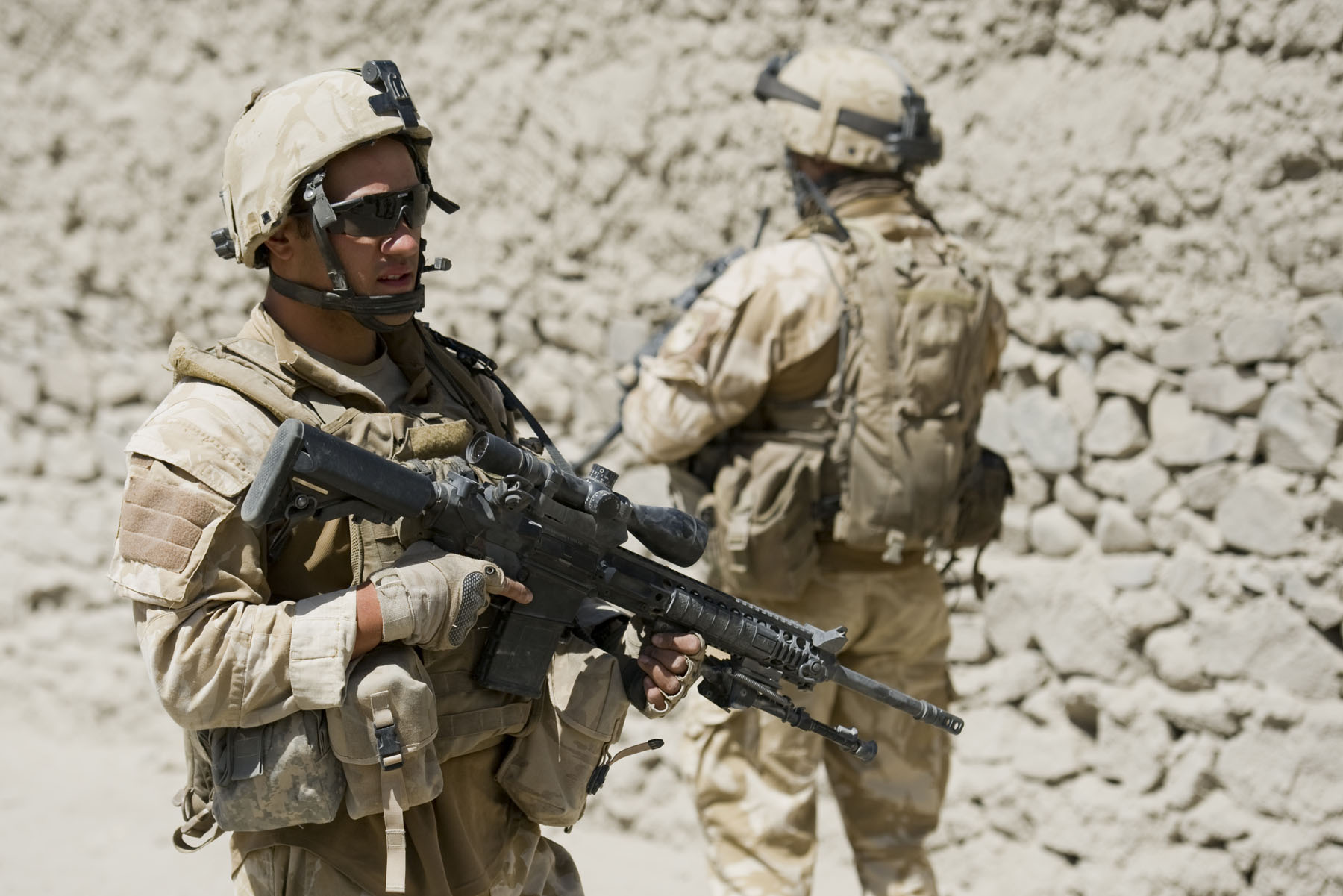
使用LM308MWSA的紐西蘭國防軍士兵

#### 上機匣
- AR-15
  - SPM：基本型上機匣組，為標準平頂M4上機匣，配上M4政府型槍管、卡賓槍氣動系統及前準星導氣座。
  - MRP：一體式導軌平臺（英語：Monolithic Rail Platform）。為了使用.204 Ruger（英语：.204 Ruger），MRP的拋殼口前半部分較一般AR-15拋殼口大以讓其較大的彈殼可以順利拋出。MRP分別有標準長度的MRP、MLR、SLK、卡賓槍長度的CQB、MLC、LM8、及中等長度的Spec War。
- SR-25
  - MWS：模組化武器系統（英語：Modular Weapon System）。MWS分別有CQBMWS、MLKMWS及LM8MWS，以及加長護木的MLKMWS[20]。

#### 下機匣
- Defender：AR-15規格基本型下機匣。
- Guardian：Defender的全自動版本。
- 308MWS：基於SR-25規格的下機匣，獲奈特軍械（KAC）授權生產。
- 308MWSA：308MWS的全自動版本。
- MARS：模組化雙邊操作步槍系統（英語：Modular Ambidextrous Rifle System）。首先採用在紐西蘭國防軍的步槍上。系統上所有操作皆以鏡像形式實現雙邊操作，因此左撇子射手學習的操作程序與右撇子射手完全一致。
  - MARS-L：AR-15的雙邊操作下機匣，可用於5.56 NATO、.204 Ruger（英语：.204 Ruger）、6.8 SPC、.300 BLK（英语：.300 AAC Blackout）系統上。半自動型為MARS-LS，全自動型為MARS-LA。
  - MARS-H：SR-25的雙邊操作下機匣，可用於6.5 CM、.260 Rem（英语：.260 Remington）、7.62 NATO系統上。半自動型為MARS-HS，全自動型為MARS-HA。

#### 完整槍械
- AR-15
  - SPM：基本巡邏型（英語：Standard Patrol Model），採用Defender下機匣及基本型上機匣，依槍管長度分為SPM-10、SPM-14及SPM-16。
  - MARS-L：採用MARS-L下機匣及MRP上機匣，分別以手槍及步槍形式銷售。
  - MARS-L9：SHOT Show 2022公佈，預計2022年第三季發售。基於MARS-L的手槍口徑卡賓槍，可以使用格洛克手槍的彈匣。LMT亦表示會有可以使用市面其他熱門彈匣的第二代版本[23]。
- SR-25
  - MARS-H：採用MARS-H下機匣及MWS上機匣，視步槍定位會配上SOPMOD槍托或DMR槍托。

#### 榴彈發射器
- M203
  - M203 12"：纏距為1:44。分別設有槍管安裝型及導軌安裝型，另有導軌型安裝在機架作為獨立武器銷售。
  - M203 9"：纏距為1:48。分別設有槍管安裝型及導軌安裝型，另有槍管型及導軌型安裝在機架作為獨立武器銷售。
  - Shorty 40：7英吋槍管，纏距為1:48。僅有導軌安裝型，另有安裝在機架作為獨立武器銷售。
  - 信號彈發射器：M203 12"的37公釐滑膛版本，構造與M203稍有不同，無法改裝成40公釐。

#### 抑制器
- VBS：LMT與勞倫斯利佛摩國家實驗室合作研發的次世代抑制器，採用雷射焊焊接阻體，並大量減少氣體回吹。分別有為5.56及7.62口徑設計的抑制器。

#### 槍械配件
- SOPMOD：被USSOCOM採用的槍托。
- DMR：可調扳機拉距及托腮板高度的槍托。
- PDW：採用縮短緩衝系統的槍托系統，槍托本體為經修改的SOPMOD槍托。
- 增強型槍機座：因USSOCOM需求，為短管抑制全自動的AR-15設計的槍機座。修改了氣體進入槍機座時的路徑及排氣孔的數量和位置，槍栓導桿軌道亦作出了修改以維持閉鎖時間，並改用了強度更高的物料製作[24][25]。
- 增強型槍機：因USSOCOM需求，為短管抑制全自動的AR-15設計的槍機。鎖耳加上了緩壓切口，退彈鉤改為雙彈簧的「龍蝦尾」式設計，膛面改為完全承托彈殼底的設計，並改用了強度更高的物料製作[24][25]。
- AXLE：因愛沙尼亞合約而研發的一系列二段扳機系統，將成為LMT槍械產品的標準扳機[20]。分別有一般版及歐洲版兩種。
- 射擊計數器：因愛沙尼亞合約而研發，位於握把內的Visible Assets射擊計數器。可透過震動程度辨識為空槍擊發、空包彈射擊、半自動射擊或全自動射擊，並依此計算槍管溫度。由軍械士以手持掃瞄器掃瞄時可得知該槍的零件狀態，並根據此作出更換彈簧、槍機、槍管等保養，無需軍械士額外檢查或取得記錄簿方得知槍械的問題[17]。

### 腳註
1. ↑  本來美國的愛國者軍械工廠（POF）的步槍亦獲選進入下一階段測試，但因步槍交付出現延誤而被排除

### 資料來源
1. ↑  . LMT.   [2021-02-10]. （原始内容存档于2021-01-24） （美国英语）.
2. 1 2 3  . LMT. 2019-12-26  [2021-02-09]. （原始内容存档于2021-01-21） （美国英语）.
3. 1 2  . LMT.   [2021-02-07]. （原始内容存档于2020-12-03） （美国英语）.
4. ↑  Defense Industry Daily staff. . Defense Industry Daily. 2010-06-08  [2021-02-07]. （原始内容存档于2021-03-30） （美国英语）.
5. ↑  Dan Shea. . Small Arms Defense Journal. 2012-01-11  [2021-02-07]. （原始内容存档于2020-12-10） （美国英语）.
6. ↑  Riehl, F. . AmmoLand.com. 2012-04-25  [2021-02-07]. （原始内容存档于2021-03-02） （美国英语）.
7. ↑  British Transport Police.  (PDF).   [2021-02-08]. （原始内容存档 (PDF)于2015-09-19） （英国英语）.
8. ↑  Austin, Jon. . Express.co.uk. 2015-10-17  [2021-02-07]. （原始内容存档于2021-01-19） （英语）.
9. ↑  Nathaniel F. . The Firearm Blog. 2015-08-18  [2021-02-07]. （原始内容存档于2021-02-24） （美国英语）.
10. ↑  David Fisher. . NZ Herald. 2018-09-19  [2021-02-07]. （原始内容存档于2020-12-14） （英语）.
11. ↑  Miles. . The Firearm Blog. 2018-09-25  [2021-02-07]. （原始内容存档于2021-01-14） （美国英语）.
12. ↑  Matthew Moss. . The Firearm Blog. 2018-04-05  [2021-02-07]. （原始内容存档于2021-01-18） （美国英语）.
13. ↑  Aili Vahtla. . ERR. 2018-12-04  [2021-02-07]. （原始内容存档于2021-01-15） （英语）.
14. ↑  Matthew Moss. . The Firearm Blog. 2019-02-04  [2021-02-07]. （原始内容存档于2020-10-29） （美国英语）.
15. ↑  Hrachya H. . The Firearm Blog. 2019-05-24  [2021-02-07]. （原始内容存档于2021-02-25） （美国英语）.
16. ↑  Ickes, Barb. . The Quad-City Times. 2019-01-04  [2021-02-07] （英语）.
17. 1 2  Doug E. . The Firearm Blog. 2021-01-18  [2021-02-07]. （原始内容存档于2021-01-19） （美国英语）.
18. ↑  C, Luke. . The Firearm Blog. 2020-10-06  [2021-02-09]. （原始内容存档于2021-02-10） （美国英语）.
19. ↑  . The Firearm Blog. 2020-01-29  [2021-06-24]. （原始内容存档于2021-11-20） （美国英语）.
20. 1 2 3  James Reeves. . The Firearm Blog. 2021-01-31  [2021-02-07]. （原始内容存档于2021-02-27） （美国英语）.
21. ↑  Matthew Moss. . The Firearm Blog. 2019-09-26  [2021-02-07]. （原始内容存档于2021-01-20） （美国英语）.
22. ↑  . Military Times. 2012-07-19  [2021-02-07]. （原始内容存档于2020-10-21） （美国英语）.
23. ↑  R, Austin. . The Firearm Blog. 2022-01-18  [2022-01-19]. （原始内容存档于2022-01-20） （美国英语）.
24. 1 2  . Small Arms Solutions, LLC. 2018-01-17  [2021-02-07] （英语）.
25. 1 2  Beckstrand, Tom. . Guns and Ammo. 2019-05-19  [2021-02-07]. （原始内容存档于2021-01-16） （英语）.